# Azerbaigian ai XXI Giochi olimpici invernali
L'Azerbaigian ha partecipato ai XXI Giochi olimpici invernali di Vancouver, che si sono svolti dal 12 al 28 febbraio 2010, con una delegazione di 2 atleti.

## Sci alpino
| Gara    | Atleta      | 1° manche  | 2° manche | Tempo totale | Posizione |
| ------- | ----------- | ---------- | --------- | ------------ | --------- |
| Slalom  | Jedrij Notz | non finito |           |              |           |
| Gigante | Jedrij Notz | 1'30"78    | 1'35"20   | 3'05"98      | 72        |

| Gara    | Atleta                | 1° manche  | 2° manche | Tempo totale | Posizione |
| ------- | --------------------- | ---------- | --------- | ------------ | --------- |
| Slalom  | Gaia Bassani Antivari | non finito |           |              |           |
| Gigante | Gaia Bassani Antivari | 1'30"82    | 1'26"05   | 2'56"87      | 57        |